# Papp Lajos (zeneszerző)
Papp Lajos  (Debrecen, 1935. augusztus 18. – Oldenburg, 2019. január 17.) magyar zeneszerző, zenepedagógus. 1973-tól Németországban élt.

## Életrajza
A debreceni konzervatóriumban tanult, majd a budapesti Liszt Ferenc Zeneművészeti Főiskolán kapott zeneszerző diplomát 1960-ban. 1971-ig különböző zeneiskolákban tanított.
1971–73 között Svájcban, a bázeli konzervatóriumban Klaus Huber és Helmut Lachenmann mesterkurzusán vett részt ösztöndíjasként. 1973-tól a németországi Oldenburgban élt, a helyi zeneiskola tanára volt.

## Főbb művei
- 9 bagatell (cimbalomra)
- 1965 Dialogo per pianoforte e orchestra
- Három dal Georg Trakl verseire
- Meditációk Füst Milán emlékére

## Diszkográfia
- Kocsár: Repliche; Variazioni; Magányos ének; Papp L.: Dialogo; Meditációk (Meditations) Hungaroton SLPX 11635 Saját LP
- 1978 Mai magyar cimbalomművek Hungaroton SLPX 11899 – közreműködő